# Сакулус
Сакулус, врећа, кесица (лат. sacculus) један је од два мехурића опнастог (мембранозног) лавиринта смештеног у трему (вестибулуму) унутрашњег ува. У њему се налази статичка мрља (макула) и у њој отолит, као део чула за одржавање равнотеже и оријентацију у простору.

## Грађа
Сакулус је готово за половину мањи од утрикулуса и лежи испред и мало испод утрикулуса (торбице), приљубљен уз унутрашшњи зид трема, а причвршћена је везивним ткивом у врећном жлебу трема (лат. recessus sacculi vestibulи). Завршетак тремног живца налази се са медијалне и предње стране у облику вертикално постављене макуле (лат. maculae staticae saccul), а у вези са сакулусним живцем (лат. n. saccularis), делом тремног живца. Сакулус је директно везан за пужни канал ((лат. ductusom reuniens-Henseni.) Облик обрнутог латиничног слова "L". Спојни канал са тремне шпагом чини предње-доњи крај кесице.
Задње-доњи крај кесице је утрикосакуларни канал - (лат. ductus utrikosakularis). Преко утрикулосакуларног канала, који полази са унутрашњег зида, утрикулус је у комуникацији са сакулусом. Овај канал се састоји из два крака:
- мешиничног, који полази од мешинице и
- кесичног, који је већег промера и полази од пужа.

Оба крака утрикулосакуларног канала спајају се позади међусобно, под оштрим углом од чијег темена полази ендолимфатични канал. На споју утрикулуса и утрикуларног канала постоји тзв. Баста валвула или набор, која допушта улаз, али не и излаз ендолимфе.
Утрикулус и сакулус су отоконијални органи због присутних истоимених мембрана.

## Функције
Промена у положаја главе који доводи до гравитационог привлачења, ствара нервне импулсе у сакулусу, активацијом цилија отолитом, који са потом даље преносе преко нерних влакана вестибуларног (тремног) нерва у дну рецепторних ћелије, у центар за равнотежу у мозгу.
У нормалном „усправном“ положају главе, гравитација земље не стимулише већину неуралних јединица сензорних острваца (макуле) сакулуса. У току линеарне акцелерације (и нагињања главе у односу на вертикалност гравитације), отоконије, чија је специфична тежина већа од околне течности, показују тенденцију да клизе, што доводи до савијања цилија. Када се четкица цилија савије у правцу киноцилије, филаменти вуку стереоцилије једну за другом, извлачећи их из тела ћелија. Отварају се јонски канали што доводи до поларизације цилијарних ћелија и ексцитације аферентних фибрила вестибуларног нерва који инервише ту ћелију, док супротно томе настаје хиперполаризације, инхибиција, аферентних фибрила. Дакле, цилијарна ћелије, као механорецептори утрикулуса пратварају механичку енергију у електричне потенцијале, који се нервним фибрилама преносе у централни нервни систем, који ове сигнале може да декодира.
У основи надражаја цилијарних ћелија макуле сакулуса налазе се сложени биохемијски и јонски процеси натријум и калијум пумпе. Вестибуларни епител има мембрански потенцијал 90-100 мВ, а његов пренос у синапсама нервних влакана, који обухватају сензорне вестибуларне ћелије, остварује се преко неуротрансмитера, холинергичким механизмом чији је медијатор ацетилхолин. Присутан ензим, ацетилхолинестеразу у синапсама, разара ацетилхолин и пренос биопотенцијала се прекида све док се он поново не створи.
Адекватан стимулус макула сакулуса као и макула утрикулуса је линеарна акцелерација, или промена сила гравитације. Јако савијање главе у једном правцу доводи до ексцитације отолитског пара у макули на тој страни, уз инхибицију отолитског пара на супротној страни. Оваква организација је најзначајнија основа тоничких положајних рефлекса лавиринтног порекла, који се спиналним моторним путевима преносе до мишића врата, трупа и удова који одржавају стабилан положај тела.